# Eduardo Yudy
Eduardo Yudy Brito Santos (ur. 25 października 1994) – brazylijski judoka. Olimpijczyk z Tokio 2020, gdzie zajął siedemnaste miejsce w wadze półśredniej.
Uczestnik mistrzostw świata w 2017, 2018, 2019, 2021 i 2023, a także medalista w drużynie w 2019 i 2021. Startował w Pucharze Świata w 2016, 2017, 2019 i 2020. Triumfator igrzysk panamerykańskich w 2019. Zdobył cztery medale mistrzostw panamerykańskich w latach 2017 - 2020. Wygrał wojskowe MŚ w 2018 i drugi w 2023 roku. 

## Letnie Igrzyska Olimpijskie 2020
| Konkurencja | Eliminacje        | Klas. końcowa |
| Konkurencja | Przeciwnik I      | Miejsce       |
| ----------- | ----------------- | ------------- |
| 81 kg       | Sagi Muki (ISR) P | 17.           |